# Chalcosyrphus fulviventris
Chalcosyrphus fulviventris är en tvåvingeart som först beskrevs av Jacques-Marie-Frangile Bigot 1861.  Chalcosyrphus fulviventris ingår i släktet mulmblomflugor, och familjen blomflugor.
Artens utbredningsområde är Frankrike. Inga underarter finns listade i Catalogue of Life.